# Bočac
Bočac (en serbio: Бочац) es un pueblo en el municipio de Bania Luka, República Srpska, Bosnia y Herzegovina.

## Demografía
Los grupos étnicos en el pueblo incluyen:
- 857 serbios (99,19%)
- 7 otro (0,81%)